# Thành phố đặc biệt (Nhật Bản)
Thành phố đặc biệt (tiếng Nhật: 特例市, romaji: tokurei-shi, Hán-Việt: đặc lệ thị) chỉ các đơn vị hành chính cấp hạt của Nhật Bản ở khu vực thành thị có dân số từ 20 vạn trở lên. Các thành phố đặc biệt được phân cấp nhiều chức năng hơn so với các đơn vị hành chính cấp hạt khác, nhưng ít chức năng hơn so với Thành phố chính lệnh chỉ định và thành phố trung tâm. Thành phố đặc biệt cùng với thành phố chính lệnh và thành phố trung tâm được xếp vào nhóm các đô thị lớn. Thủ tướng Nhật Bản sẽ căn cứ vào năng lực của thành phố, Luật Tự trị Địa phương, vào nghị quyết của hội đồng đô đạo phủ huyện và hội đồng thành phố để ra quyết định công nhận thành phố là thành phố đặc biệt.
Hiện tại, Nhật Bản có 41 thành phố được xếp hạng thành phố đặc biệt. Dưới đây là danh sách các thành phố đó.
| Vùng    | Đô đạo phủ huyện | Thành phố  | Năm được chỉ định | Ghi chú                       |
| ------- | ---------------- | ---------- | ----------------- | ----------------------------- |
| Tōhoku  | Aomori           | Hachinohe  | 2001              |                               |
| Tōhoku  | Yamagata         | Yamagata   | 2001              |                               |
| Kantō   | Ibaraki          | Mito       | 2001              |                               |
| Kantō   | Ibaraki          | Tsukuba    | 2007              |                               |
| Kantō   | Gunma            | Takasaki   | 2001              |                               |
| Kantō   | Gunma            | Isesaki    | 2007              |                               |
| Kantō   | Gunma            | Ōta        | 2007              |                               |
| Kantō   | Saitama          | Kawaguchi  | 2001              | Đô thị đặc biệt đông dân nhất |
| Kantō   | Saitama          | Tokorozawa | 2002              |                               |
| Kantō   | Saitama          | Koshigaya  | 2003              |                               |
| Kantō   | Saitama          | Sōka       | 2004              |                               |
| Kantō   | Saitama          | Kasukabe   | 2008              |                               |
| Kantō   | Saitama          | Kumagaya   | 2009              |                               |
| Kantō   | Kanagawa         | Odawara    | 2000              | Đô thị đặc biệt ít dân nhất   |
| Kantō   | Kanagawa         | Yamato     | 2000              |                               |
| Kantō   | Kanagawa         | Hiratsuka  | 2001              |                               |
| Kantō   | Kanagawa         | Atsugi     | 2002              |                               |
| Kantō   | Kanagawa         | Chigasaki  | 2003              |                               |
| Chūbu   | Yamanashi        | Kōfu       | 2000              |                               |
| Chūbu   | Nagano           | Matsumoto  | 2000              |                               |
| Chūbu   | Niigata          | Jōetsu     | 2007              |                               |
| Chūbu   | Niigata          | Nagaoka    | 2007              |                               |
| Chūbu   | Fukui            | Fukui      | 2000              |                               |
| Chūbu   | Shizuoka         | Numazu     | 2000              |                               |
| Chūbu   | Shizuoka         | Fuji       | 2001              |                               |
| Chūbu   | Aichi            | Kasugai    | 2001              |                               |
| Chūbu   | Aichi            | Ichinomiya | 2002              |                               |
| Kinki   | Mie              | Yokkaichi  | 2000              |                               |
| Kinki   | Ōsaka            | Toyonaka   | 2001              |                               |
| Kinki   | Ōsaka            | Suita      | 2001              |                               |
| Kinki   | Ōsaka            | Hirakata   | 2001              |                               |
| Kinki   | Ōsaka            | Ibaraki    | 2001              |                               |
| Kinki   | Ōsaka            | Yao        | 2001              |                               |
| Kinki   | Ōsaka            | Neyagawa   | 2001              |                               |
| Kinki   | Ōsaka            | Kishiwada  | 2002              |                               |
| Kinki   | Hyōgo            | Akashi     | 2002              |                               |
| Kinki   | Hyōgo            | Kakogawa   | 2002              |                               |
| Kinki   | Hyōgo            | Takarazuka | 2003              |                               |
| Chūgoku | Hiroshima        | Kure       | 2000              |                               |
| Chūgoku | Tottori          | Tottori    | 2005              |                               |
| Kyūshū  | Nagasaki         | Sasebo     | 2001              |                               |